# سیارک ۵۵۴۸
سیارک ۵۵۴۸ (به انگلیسی: 5548 Thosharriot، نامگذاری:1980TH) پنج هزار و پانصد و چهل و هشتمین سیارک کشف شده‌است که در ۳ اکتبر ۱۹۸۰ کشف شد.